# Protocronismo
Protocronismo (romeno: Protocronismo, originário do grego antigo antes em termos de tempo) é uma tendência moderna no nacionalismo cultural. O termo foi cunhado na Roménia, para descrever a tendência acentuada que regime de Nicolae Ceauşescu atribui, baseado essencialmente em dados questionáveis e interpretações subjetivas, a um passado idealizado para o país como um todo. A expressão pejorativa que foi dado ao fenômeno romeno é Dacomania (por vezes Tracomania), enquanto seus defensores preferem Dacologia.